# Журавли (песня)
«Журавли́» — песня композитора Я́на Фре́нкеля на стихи Расу́ла Гамза́това в переводе на русский язык Нау́ма Гре́бнева. Одна из лучших и популярнейших на родине и во всём мире русскоязычных песен о войне. «…Слова этой песни… имели конкретный адрес — миллионам павших, не вернувшихся с полей сражений Отечественной войны. …но в то же время не вижу причин, по которым нельзя посвящать „Журавлей“ жертвам войн всех времён», — писал позже Расул Гамзатов.
Первому изданию нот песни её авторы предпослали посвящение: «Марку Бернесу, для которого эта песня стала последней».

## История создания

### Стихотворение «Журавли»

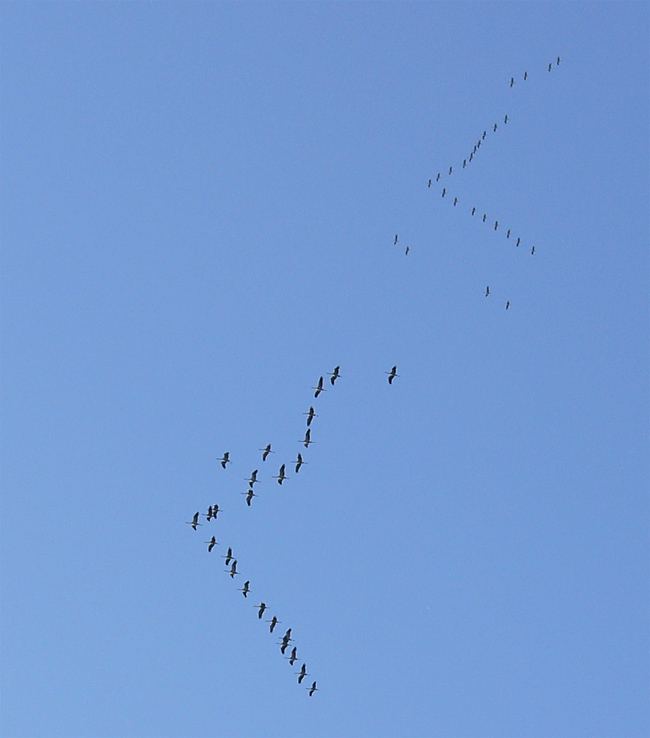
Журавлиный клин

Дагестанский поэт, член Президиума Верховного Совета СССР, Расул Гамзатов написал стихотворение «Журавли» на родном языке, по-аварски, и тема журавлей была навеяна посещением расположенного в Хиросиме Мемориального парка мира и памятника японской девочке по имени Садако Сасаки, страдавшей от лейкемии после атомного взрыва в Хиросиме.
Садако Сасаки надеялась, что вылечится, если смастерит тысячу бумажных «журавликов», пользуясь искусством оригами. В Азии существует поверье, что желание человека исполнится, если он сложит из цветной бумаги тысячу оригами — журавлей. Журавли также имеют свой образ в русской культуре, с которой Гамзатов был очень близко знаком, как переводчик русской классической поэзии.
Когда Гамзатов летел из Японии домой, в СССР, он думал о своей матери, весть о кончине которой пришла в Японию. Он также вспоминал старшего брата Магомеда, погибшего в боях под Севастополем, вспоминал другого старшего брата, без вести пропавшего военного моряка Ахильчи, вспоминал о других близких людях, погибших в Великую Отечественную войну, итогом которой была победа над нацистской Германией и её союзником — милитаристской Японией. Журавли у Гамзатова — это и аварские, и русские журавли.
Образ погибшего солдата, превратившегося в птицу, был создан Расулом Гамзатовым ещё раньше, в молодости, в 1948 году в менее известном стихотворении «Парящие» (также существующем в переводе Н. Гребнева), в котором девушки узнают своих любимых, погибших джигитов, в птицах, летящих в небе. В 1968 году Гамзатов развил этот образ и довёл до совершенства в стихотворении «Журавли». Этот мощный образ — уникальное творение поэта, не заимствованное ни из мирового фольклора, ни из чужих литературных произведений.
Стихотворение «Журавли» в переводе Наума Гребнева было напечатано в журнале «Новый мир» № 4 за 1968 год. Оно начиналось так:

Мне кажется порою, что джигиты,

С кровавых не пришедшие полей,

В могилах братских не были зарыты,

А превратились в белых журавлей.

Наум Гребнев — известный переводчик восточной поэзии, её классиков и фольклора. В его переводах или с его участием вышло более 150 книг. После Великой Отечественной войны учился вместе с Гамзатовым в Литературном институте, и с той поры начались их дружба и сотрудничество. Гребнев также переводил стихи отца поэта, Гамзата Цадасы. Война застала Гребнева с самого её начала, — в это время он служил на границе, под Брестом. Отступая вместе с Красной Армией, Гребнев попал в знаменитое Харьковское (Изюм-Барвенковское) окружение, вышел одним из немногих; форсировал Северский Донец, воевал под Сталинградом. Был трижды ранен, и после последнего ранения 12 января 1944 года война для него закончилась. Свои воспоминания о ней Гребнев озаглавил: «Война была самым серьёзным событием моей биографии». В перевод стихотворения «Журавли» Гребнев вложил и собственные опыт и переживания, связанные с войной.
Уже после кончины поэта-переводчика в 1988 году Гамзатов писал: «Мой друг Наум Гребнев превосходно перевёл „Журавлей“ на русский язык. Он был не просто переводчиком, а почти соавтором. Оно оказалось ему ближе всех других стихов, ибо он сам — израненный воин, потерявший на войне своих близких и друзей. Оно стало для него собственной болью. Он говорил: „Этот стих обо мне и моих друзьях“. Теперь я горюю и о нём — и он нашёл место в журавлиной стае».

### Создание песни
Стихотворение «Журавли», напечатанное в журнале, могло остаться лишь одним из замечательных произведений Расула Гамзатова и Наума Гребнева, если бы на него не обратил внимание уже легендарный в то время Марк Бернес, всегда читавший множество стихов в поисках основы для новой песни. «Последние два года жизни, — вспоминала вдова певца Л. М. Бодрова, — Бернес постоянно читал стихи Расула Гамзатова, Кайсына Кулиева, будто искал что-то. Однажды нашёл». «Марк работал над ним полгода. Уже обречённый, но до последнего дня не сдававшийся болезни, он не просто чувствовал, он, не признаваясь себе в том, знал, что эта песня станет его реквиемом.
Эта песня рождалась в муках, и я помню яростные споры Марка с переводчиком», «который не соглашался с тем, что его и Гамзатова надо переписывать. Но Марк Наумович был упрям. И сделал песню. Он знал, о чём поёт». Самому Бернесу воевать не довелось. Но, находясь вместе с эвакуированными киностудиями страны в Ташкенте (1941−1944 гг.), он принимал активное участие в съёмках фильмов на военную тему, играл роли солдат и командиров. Особенно ему удавались песни о войне («Тёмная ночь» в фильме «Два бойца» 1943 года, «Враги сожгли родную хату», «Хотят ли русские войны» и другие). Война стала его личной темой.
Расул Гамзатов, относившийся к Бернесу с большим уважением и знавший от других поэтов: если тот настаивает на изменениях в тексте, то хуже от этого текст не становится, — вспоминал:

Вместе с переводчиком мы сочли пожелания певца справедливыми и вместо «джигиты» написали «солдаты». Это как бы расширило адрес песни, придало ей общечеловеческое звучание.
Были сделаны также некоторые другие изменения и сокращения. Поэт К. Ваншенкин, бывший свидетелем работы Бернеса над текстом «Журавлей», вспоминал:

Многие, вероятно, слыхали, что гамзатовские «Журавли» (перевод Н. Гребнева) начинались строкой: «Мне кажется порою, что джигиты…» Бернес тут же распорядился переделать их в «солдат». Аргументация всегда бывала у него в высшей степени убедительная. Он сказал, что сами джигиты эту песню петь не будут, они поют свои, джигитские песни, а для остальных это слово — бутафория. Второе четверостишие, начинавшееся словами «Они до сей поры с времен тех дальних…», он оставил без изменений, причем единственное во всей песне. Третья строфа снимается им: корявая для песни — и потому слабая. Но в ней есть щемящая строчка: «В тумане предвечернем журавли», и Марк прямо-таки стонет — жалко с ней расставаться. (Я рассказываю столь подробно, потому что это происходило на моих глазах.)
И следующую строфу Бернес снимает, терпеливо объясняя, что она ничего не добавляет. А кроме того, в ней говорится: «Не потому ли с кличем журавлиным / От века речь аварская сходна?» «Но я же не по-аварски буду петь!» — вдруг раздражённо кричит он переводчику, чувствуя, что его не понимают. Бернес, как правило, непреклонен, но характерно, что он отстаивает свою позицию то резко, а порой и грубовато, то мягко и ласково.
И вот корневая строфа. Ради неё артист и борется за эту песню:
Летит, летит по небу клин усталый —

Мои друзья былые и родня.

И в их строю есть промежуток малый —

Быть может, это место для меня!
Но вторая строчка не годится, мешает — какая еще родня! А вот раньше было место… Как там? Да, да. «В тумане предвечернем журавли». Нельзя ли его сюда? Не забыл! И переводчик выполняет его художественную волю и вставляет вместо второй строки ту, щемящую, слегка изменив её: «Летит в тумане на исходе дня…»
Ну, и в третьей строчке он просит сделать не «в их строю», а «в том». Точнее. И, наконец, в последней строфе он тоже просит сделать поправки — в частности, вместо строчки: «Я улечу за тридевять земель» появится: «Я поплыву в такой же сизой мгле». Чувствуете, насколько лучше, больнее? Но это четверостишие было последним в стихах. В песне же Бернес повторяет в конце начальную строфу…
Очень важно отметить, что все эти перемены, безусловно, находятся в границах оригинала. Ну, кто бы еще мог провести такую ювелирную работу?
— Ваншенкин К. Мне слышится песня Бернеса // Марк Бернес в воспоминаниях современников / составление, предисловие и комментарии К.В. Шилова. — М.: Молодая гвардия, 2005. — С. 232−234.
.
Одновременно с работой над текстом шла работа над музыкой. С просьбой о написании новой песни певец обратился к Яну Френкелю, с которым до этого не раз сотрудничал. Френкелю по окончании в 1941—1942 годах зенитного училища довелось участвовать в боях, он был тяжело ранен; военная тема была ему также близка. Стихи композитору понравились. Но вот с музыкой к уже окончательно отработанному варианту текста у него дело не заладилось. Френкель никак не мог найти даже контуры будущей мелодии… Только два месяца спустя он решил, что будущую песню, возможно, лучше начинать с вокализа. На удивление, напев вокализа родился сравнительно быстро, а за ним на одном дыхании возникла и основная мелодия. Френкель вспоминал:

Я тут же позвонил Бернесу. Он сразу же приехал, послушал песню и… расплакался. Он не был человеком сентиментальным, но нередко случалось, что он плакал, когда ему что-либо нравилось.

«Впервые „Журавли“ прозвучали на редакционной „Землянке“ — традиционной встрече ветеранов войны в редакции газеты „Комсомольская правда“, — рассказывала Нина Завадская, впоследствии редактор журнала „Музыкальная жизнь“. — Там были тогда маршал Конев и другие видные военачальники. Когда песня смолкла, в комнате долго стояла тишина. А потом Конев обнял Бернеса и со слезами на глазах сказал: „Спасибо! Как жаль, что нам отказано в праве плакать“».

### Запись песни
Марк Бернес записывал «Журавлей», будучи тяжело больным. Он уже с трудом передвигался, но тем не менее 8 июля 1969 года сын отвёз его в студию, где артист записал песню с одного дубля. Эта запись стала последней в его жизни (умер Марк Бернес через месяц, 16 августа). Как писал биограф Яна Френкеля, композитор Ю. Г. Рабинович:

Бернес, после того как услышал музыку, торопил всех, как можно скорее записать песню. Как говорил Ян, он предчувствовал свою кончину и точку в своей жизни хотел поставить именно этой песней. Запись для Бернеса была неимоверно тяжела. Но он мужественно вынес всё и записал «Журавлей». И действительно, она стала последней песней в его жизни.

Запись была впервые опубликована вскоре после смерти Бернеса уже в августовском номере звукового журнала «Кругозор» за 1969 год, а к концу года вышла на миньоне «Последние записи» (год выпуска подтверждается таблицей матричных номеров).
Очень индивидуальна и своеобразна манера исполнения Бернеса — он не столько поёт, не столько растягивает слова в пении, сколько «проговаривает» слова песни. Для хороших стихов, где каждое слово весомо, такое особое исполнение порою оказывается предпочтительным.
В Союзе композиторов к песне отнеслись по-разному. Большинство коллег Френкеля обвиняли его в примитивности и излишней сентиментальности мелодии, «бардовском» её характере и потакании вкусу невзыскательных слушателей. Однако время рассудило по-своему, и песня «Журавли» стала воистину всенародной. Много лет спустя поэт Е. Долматовский так скажет о ней: «Можно сказать, что песня выдержала испытание временем и стала личной собственностью нескольких поколений советских людей. „Журавли“ уже не просто песня — это страница нашей истории, большая лирико-эпическая картина»

## Наследие. Памятники

Памятник «Белые Журавли» в Гунибе

- Песня упоминается в стихах «Журавлиной песни», написанных Г. Полонским на основную музыкальную тему К. Молчанова художественного фильма «Доживём до понедельника» (1968 год), автором сценария которого был Полонский, через несколько лет после выхода его на экраны:

Помню, как любил он у Бернеса

Песню всё про тех же журавлей.

- Песня «Журавли» звучит как лейтмотив в одном из самых популярных и культовых сериалов Южной Кореи «Песочные часы», снятом в 1995 году.
- В 2014 году официальным символом движения «Бессмертный полк» стал журавль, взлетающий в небо, на фоне пятиконечной звезды. Художник Алексей Шелепов, автор логотипа, говорил: «Мы хотели создать знак, отдалённый от политических и пропагандистских символов и штампов, но, тем не менее, с исторической преемственностью. Важно было сделать эмблему, понятную представителям всех возрастов и социальных групп. Знак без коммерческой интонации, но современный. Задача сложная и интересная. В качестве сюжета взял образ из песни „Журавли“»[19].
- Запись песни в исполнении Марка Бернеса звучит в шпионском сериале «Американцы» (США), в эпизоде «Дядьково» (сезон 5, 2017).
- В сериале «Манюня» (2021—2022 годы, 1 сезон, 1 серия) школьный хор дважды поёт песню «Журавли» (фрагменты меньше минуты).
- Запись песни в исполнении Марка Бернеса несколько раз звучит в голландском художественном фильме «De Dans van Natasja» («Танец Наташи», 2022). Автор сценария и режиссёр Йос Стеллинг.
- В финале туркменского художественного фильма «Gyzyl kürte» («Красная курте», «Туркменфильм», 2022, режиссёр Сахысалых Байрамов) песня «Журавли» звучит на туркменском языке в переводе, сделанном экс-президентом Туркменистана Гурбангулы Бердымухамедовым[20].
- Вскоре после создания песни «Журавли» в СССР, а впоследствии и за рубежом, в местах, где в 1941—1945 годах шли бои, стали возводить стелы и памятники, центральным образом которых были летящие журавли. Так песенный образ стал символом памяти о погибших в Великую Отечественную войну.

- В 1972 году высокая стела с летящими журавлями появилась на въезде в город Чирчик в Узбекистане (скульптор Ю. Киселёв, архитекторы С. Сутягин и Ю. Клепиков). В основании памятника выгравированы начальные строки стихотворения «Журавли» и имя автора: Расул Гамзатов.

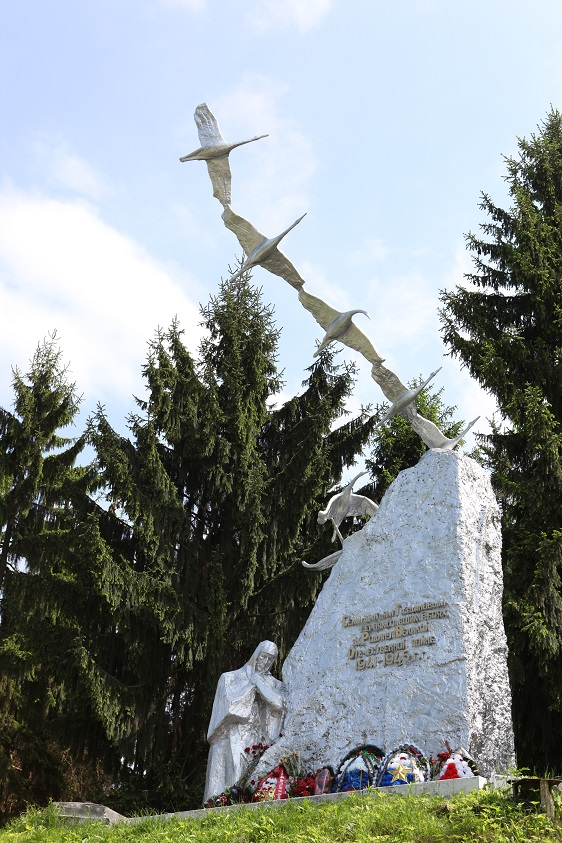
Памятник братьям Газдановым в Дзуарикау

- В 1975 году, к 30-летию победы над нацистской Германией, в Дзуарикау (Северная Осетия) был установлен памятник семи погибшим на войне братьям Газдановым, жителям этого села (мать и журавли, скульптор Сергей Санакоев).
- В 1975 году, к 30-летию победы над нацистской Германией, под городом Шахты Ростовской области был возведён мемориальный комплекс «Невернувшимся» в память о погибших воинах (скульптор А. Харьков, архитектор А. Петров). С одной стороны дороги на холме — фигура матери, ожидающей ушедших на фронт детей; по другую сторону дороги на холме на двух высоких стелах — стая летящих журавлей. Они так и стоят уже много лет, разделенные дорогой. В композиции комплекса использованы колокола — дар Церкви.
- В 1980 году построен мемориал «Журавли» в Санкт-Петербурге, где на барельефе также использован мотив летящих журавлей.
- В 1982 году в саратовском парке «Победа» появился посвящённый погибшим в войну 1941—1945 годов памятник «Журавли» (архитектор Ю. Менякин).
- 7 мая 1995 года, к 50-летию Победы, в посёлке Алексеевка города Кинель Самарской области был открыт Памятник семье Володичкиных — девяти погибшим на войне братьям (их символизируют девять летящих бронзовых журавлей) и их матери (архитектор Ю. Храмов).
- В 1995 году в Еманжелинске Челябинской области был установлен памятник в память о погибших в войну жителях города (автор — И. Франке) с двумя летящими журавлями над двумя вертикальными плитами.
- В 2000 году в (мемориальном комплексе «Курская дуга» (Курск) на братской могиле красноармейцев, расстрелянных на этом месте нацистами, был открыт новый объект — гранитное надгробие «Неизвестному солдату Курской земли» с чередой взмывающих в небо журавлей (скульптор В. Бартенев).
- В 2000 году в Луганске был открыт памятник в ознаменование 55-й годовщины окончания войны (скульптор Е. Чумак): над фигурой пытающегося подняться с земли раненого красноармейца взлетают журавли.
- 5 декабря 2005 года, в 64-ю годовщину битвы под Москвой, в городе Видное Московской области появилась скульптурная композиция «Журавли» (скульптор А. Рожников). Меж образующих круг трёх стел, напоминающих столбы концлагерного ограждения, кружат, стремясь вырваться наружу, журавли. А внизу, над постаментом, горит Вечный огонь.
- 22 июня 2005 года в Ашдоде был открыт Памятник Победы: три пилона с синим глобусом, выше три журавля; флаги Союзников и плита со строками из песни «Журавли».
- 8 мая 2005 года в «Пламмер-парке» в городе Западный Голливуд, округ Лос-Анджелес, штат Калифорния, США, после восьмилетних ходатайств русскоязычных иммигрантов местными властями был установлен памятник советским солдатам, погибшим во Вторую мировую войну, с изображением журавлей и первыми четырьмя строками текста песни «Журавли» на русском языке и в английском переводе Питера Темпеста (скульптор: Михаил Нарузецкий). Мемориал был сооружён по инициативе Лос-Анджелесской Ассоциации русских ветеранов Второй Мировой войны при содействии администрации города Западный Голливуд на средства добровольных пожертвований предпринимателей и частных лиц.
- В 2015 году к 70-летию победы над нацизмом в городе Верхняя Пышма после реставрации памятника были установлены две облицованные металлом 16-метровые стелы, увенчанные летящими журавлями (архитектор А. Луданенкова).
- 22 июня 2016 года в городе Омске на пересечении проспекта Менделеева и улицы Заозерной в сквере 70-летия Победы был открыт памятник «Журавли» (главный архитектор А. Бородавкин). Скульптурная композиция выполнена из бронзы, высота сооружения 4,5 метра.
- В 2016 году в Словении на мемориальном кладбище Жале в центре Любляны был открыт памятник «Сынам России и Советского Союза, погибшим в Словении». Журавлиный клин поднимают в небо восемь стел — по числу лет Первой и Второй мировых войн.
- В 2017 году в Красноярске была открыта скульптурная композиция «Журавли нашей памяти» с посвящением: «Победителям в Великой Отечественной войне» (скульптор Д. Шавлыгин). Над гранитным постаментом взмывает пламя, над которым поднимаются четыре кованых журавля. Общая высота монумента — около 8,5 метров.
- 30 июня 2020 года во Ржеве к 75-летию окончания Великой Отечественной войны в память о миллионе трёхстах тысячах погибших в Ржевской битве открыт мемориал советскому солдату. В памятнике высотой 25 метров авторы (скульптор А. Коробцов, архитектор К. Фомин зримо воплотили гамзатовский образ погибших солдат, превращающихся в летящих журавлей. Внизу — строки из стихотворения А. Твардовского «Я убит подо Ржевом»: «Мы за родину пали, Но она — спасена». К этому событию Банк России приурочил выпуск памятной серебряной монеты с рельефным изображением фигуры воина на фоне летящих журавлей.

## Другие исполнители
- Помимо Марка Бернеса, «Журавлей» исполняли Ян Френкель[38], Юрий Гуляев[39], Драган Стойнич[sr][40], Боян Кодрич[hr], Иосиф Кобзон[41], Валерий Леонтьев, Муслим Магомаев[42], Виктор Вуячич, группа Serebro, Олег Погудин, Дмитрий Хворостовский[43], Батырхан Шукенов[44], «Високосный год», Ильдар Абдразаков, Рок-музыканты Днепропетровска, автор идеи и продюсер КорВалALL[45], Юлия Савичева.
- Песня переведена на иврит Зеэвом Гейзелем и исполняется в Израиле как память о погибших[46].
- По-гречески (Οι γερανοί Архивная копия от 4 октября 2021 на Wayback Machine) песню в 1987 году исполнила Харис Алексиу. Перевод стихов осуществлён Янисом Рицосом.
- В 2003 году Марк Алмонд записал песню в английской версии «The Storks» («Аисты») для своего альбома «Heart on Snow» («Сердце на снегу»).